# 스탠리 베넷 클레이
스탠리 베넷 클레이(Stanley Bennett Clay, 1950년 3월 18일 ~ )는 미국의 영화배우, 텔레비전 배우이다.
시카고에서 태어났다.

## 영화
- 기계 인간 (1986년)
- 치어스 (1982년)
- 캐논볼 (1976년)